# Gli artigli del diavolo
Gli artigli del diavolo (titolo originale: The White Rose Murders,  in italiano: "Gli omicidi della Rosa Bianca") è un romanzo storico scritto dall'autore britannico Paul Charles Doherty nel 1991.
È il primo libro della serie avente come protagonista Roger Shallot. Si basa su alcune leggende scozzesi secondo le quali re Giacomo IV di Scozia non sarebbe morto a Flodden Field il 9 settembre 1513, ma sarebbe in realtà scappato.

## Personaggi principali
- Roger Shallot
- Benjamin Daunbey
- Agrippa
- Margherita Tudor
- Enrico VIII
- cardinale Wolsey.

## Trama
Nel settembre del 1513 Roger Shallot è costretto a marciare con l'esercito reale a Flodden Field per scontare la propria pena. Conclusa la battaglia, grazie alla sua esperienza di guerra, riesce a farsi pagare da bere, e, con uno stratagemma, si vendica della morte della madre derubando il suo medico. Viene di nuovo arrestato, ma viene salvato dal nipote del cardinale Benjamin Daunbey il quale gli paga la cauzione.
Per essere protetto dai suoi nemici Roger è costretto a diventare il servo del suo nuovo amico, nonostante sia di fatto libero. Nel 1517 i due vengono chiamati alla corte di Enrico VIII, dove viene loro conferito l'incarico di seguire la sorella maggiore del re, la regina consorte Margherita di Scozia, e la sua corte durante il viaggio di ritorno in Scozia.
Durante questo viaggio però, quattro uomini trovano la morte: Selkirk, il medico del defunto re scozzese, Ruthven, il cortigiano della regina, Oswald, il mercenario scozzese e infine Irvine, la spia del cardinale. Dopo l'ultima morte Roger e Benjamin si dividono, per andare alla ricerca di indizi, sia in Scozia, che in Francia.
Al termine dell'indagine scoprono che il re non è caduto sul campo di battaglia, ma è scappato in un luogo sacro e che la regina è fuggita dalla Scozia per non rivelare che il suo secondogenito Alexander Ross era in realtà un figlio illegittimo.

## Edizioni in italiano
- Paul Doherty, Gli artigli del diavolo, traduzione di Patrizia Bagatti, Piemme, Casale Monferrato 2002
- Paul Doherty, Gli artigli del diavolo, traduzione di Patrizia Bagatti, collana Mini pocket: thriller storico (pubblicato con: La formula dell'Arcanum di Livio Macchi), Piemme, Casale Monferrato 2009